# Wolfgang Mager

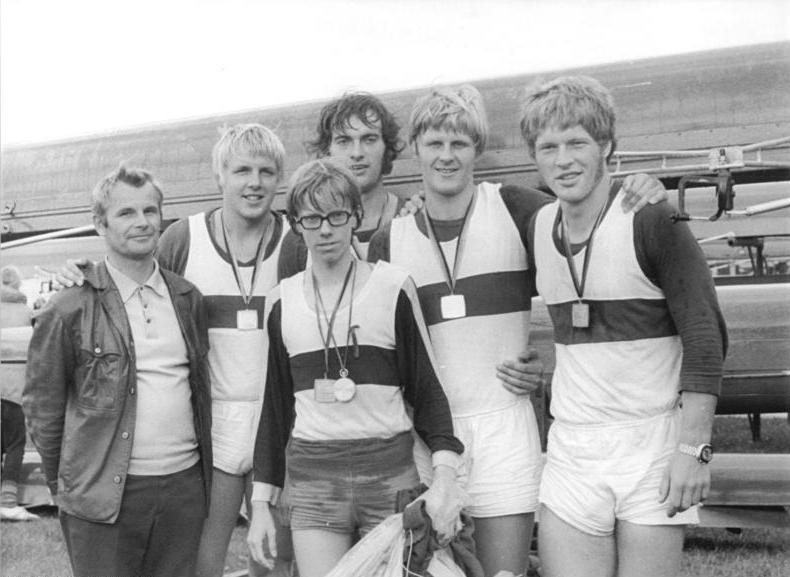
Berlin, Grünau, Ruderregatta, DHfK-Vierer ADN-ZB Reiche 30.7.74 Berlin: DDR-Meisterschaften im Rudern 1974. Der DHfK Vierer mit Steuermann mit Siegfried Brietzke, Andreas Decker, Wolfgang Mager, Stefan Semmler und Steuermann Matthias Sommer – hier mit Trainer Jörg Weissig – gewann die DDR-Meisterschaften 1974.

Wolfgang Mager (* 24. August 1952 in Kamenz) ist ein ehemaliger Ruderer aus der DDR. Er gewann zwei olympische Goldmedaillen.
Mager wuchs in Reichenbach auf. 1967 gehörte Mager zu einer Gruppe von 123 Jugendlichen, die einem Aufruf von Heinz Quermann in der Weihnachtssendung Zwischen Frühstück und Gänsebraten folgten, wo großgewachsene Kinder aufgefordert wurden, sich bei der Rudersektion in Leipzig zu melden. Beim SC DHfK Leipzig wurden 25 Talente ausgewählt und trainiert. Mager siegte mit dem ebenfalls über die Sendung ausgewählten Siegfried Brietzke und dem Steuermann Werner Lehmann 1970 bei der Spartakiade und bei den Jugendweltmeisterschaften. Bei den Olympischen Spielen 1972 in München gewannen Brietzke und Mager im Zweier ohne Steuermann mit fast vier Sekunden Vorsprung auf das Boot aus der Schweiz. 1973 wurden die beiden DDR-Meister, aber bei den Europameisterschaften belegten die beiden nur den vierten Platz. Daraufhin wechselten beide in den Vierer ohne Steuermann. Ab 1974 dominierte der Leipziger Vierer in der Besetzung Siegfried Brietzke, Andreas Decker, Stefan Semmler und Wolfgang Mager diese Bootsklasse. 1974 in Luzern und 1975 in Nottingham wurden die vier Ruderer Weltmeister, 1976 in Montreal Olympiasieger. 1977 in Amsterdam und 1979 in Bled wurde das Boot erneut Weltmeister, lediglich 1978 in Neuseeland unterlag man dem sowjetischen Boot und gewann Silber. In der Olympiasaison 1980 verletzte sich Mager an der Hand und wurde von Jürgen Thiele vertreten, ohne Mager wurde das Boot zum zweiten Mal Olympiasieger.
Nach seiner Karriere war der Diplom-Sportlehrer Mager als Sportlehrer an der Offizierschule der Luftstreitkräfte der DDR in Kamenz tätig.

## Auszeichnungen (Auswahl)
- 1972 – Vaterländischer Verdienstorden in Silber
- 1974 – Vaterländischer Verdienstorden in Bronze
- 1976 – Vaterländischer Verdienstorden in Gold[1]